# Ralph Neville, 1:e earl av Westmorland
Ralph Neville, 1:e earl av Westmorland, född omkring 1364, död den 21 oktober 1425, var en engelsk krigare och hovman. 
Neville upphöjdes till earl av Westmorland 1397. Han var i sitt andra äktenskap gift med John av Gaunts dotter  Johanna Beaufort (1379-1440)  halvsyster till den blivande Henrik IV.
Bland hans barn kan nämnas:
- Ralph Neville, 2:e earl av Westmorland
- Richard Neville, 5:e earl av Salisbury
- Robert Neville, biskop av Durham
- William Neville, 1:e earl av Kent
- Cecily Neville, hertiginna av York.